# 26291 Terristaples
26291 Terristaples è un asteroide della fascia principale. Scoperto nel 1998, presenta un'orbita caratterizzata da un semiasse maggiore pari a 2,3237934 UA e da un'eccentricità di 0,1666589, inclinata di 2,25678° rispetto all'eclittica.